# Erannis nervosa
Erannis nervosa là một loài bướm đêm trong họ Geometridae.